# Gagnoa
Gagnoa este un oraș din Coasta de Fildeș. Este reședința departamentului omonim și a  regiunii Fromager.